# Toros II
Toros II (armeni: Թորոս Բ) (mort el 1169) fou príncep del Regne Armeni de Cilícia, de la dinastia rubènida. Va succeir, amb un interregne de 5 anys, al seu pare Lleó I d'Armènia Menor que havia estat deposat el 1138 pels romans d'Orient.

## Fugida de l'empresonament
Quan es va produir la invasió romana d'Orient del 1137, Lleó I va fugir amb la seva segona dona i els seus dos fills Rupen i Toros cap al nord. Fets presoners el 1138 foren portats a Constantinoble on Lleó I va morir probablement el 1140 i Rupen fou cegat el 1141 i va morir a causa del turment.
Toros es va fer amic dels guardians i el 1143 va aconseguir escapar. Al cap de poc estava a Cilícia, molts nakharark de les muntanyes es van posar al seu costat i el 1145 va reconquerir Vahka i altres fortaleses del nord, després va anar baixant cap a la plana, i el 1151 va ocupar Mamistra, Hamduna i Tars. El 1152 ja controlava tots els dominis paterns.

## Govern a Armènia Menor
El 1152 els romans d'Orient van enviar un primer exèrcit dirigit per Andrònic, cosí de l'emperador Manuel I Comnè; algun nakharark rivals dels rubènides estaven al seu exèrcit. Toros els va derrotar i Sempad, nakharar de Barbaron va morir en la lluita, mentre altres nakharark foren capturats (Oshin II nakharar de Lampron, Basili nakharar de Partserpert, i Tigranes, nakharar de Prakan). Oshin II el més poderós dels nakharark, va donar el seu fill Hethum (III) com a garantia de la meitat del seu rescat. Hethum fou rebut a la cort de Toros i es va negociar el seu casament amb una de les filles del príncep armeni, que es va realitzar.
Davant aquest fracàs els romans d'Orient van instigar la invasió de Massud el soldà seljúcida de Rum, el 1153. Toros va aconseguir fer front a aquest perill reconeixent com a sobirà a Massud que es va retirar. El 1154 Massud va tornar a atacar el país i va assetjar Anazarbe però un destacament enviat cap a Antioquia fou destruït pels templers a les Portes Síries, i els seljúcides desmoralitzats es van retirar altre cop. En l'atac seljúcida del 1155 fou assetjada Hamduna però sense èxit; després va pujar al tron seljúcida Kilij Arslan II i es va establir la pau.
Aquesta pau va estar a punt de trencar-se perquè Esteve, fill de Lleó I amb la seva primera dona i, per tant, germanastre de Toros, que el 1138 havia estat nomenat generalíssim pel seu pare per fer front als romans d'Orient, i que de fet era el successor legítim, per les seves atribucions militars va fer incursions contra els seljúcides a la zona de Kokison (1157) i va intentar ocupar Maraix sense èxit. Toros s'oposava a aquestes accions, i no va donar suport a Esteve i va retornar Kokison a Kilij Arslan i la pau es va restablir.
En aquest temps Toros es va enfrontar a Reinald de Chatillon pel castell de Bagras construït pels templers a la frontera entre Armènia i Antioquia, que havia estat capturat pels romans d'Orient i aquests l'havien perdut davant els armenis. Reinald el reclamava com a seu i l'emperador Manuel li va donar suport i el va incitar a la seva conquesta per tenir-lo en feu de l'Imperi Romà d'Orient. Reinald fou derrotat en una batalla a prop d'Alexandreta i el castell va romandre en mans dels armenis com a feu d'una de les germanes de Toros i el seu marit, i després del fill comú Folc de Bouillon. Una mica després Toros el va entregar finalment als templers a canvi d'una aliança perpètua però llavors Manuel I Comnè va refusar compensar Reinald per la seva tasca. Finalment Reinald es va aliar amb Toros amb el qual va fer conjuntament una incursió a l'illa romana d'Orient de Xipre on es van produir fets de gran crueltat.
Manuel I va decidir que ja n'hi havia prou, i per posar fi al domini armeni i revenjar l'expedició a Xipre, va portar un fort exèrcit a Cilícia. Va ocupar Anazarbe, Tars i després tota la regió. Toros es va refugiar a les fortaleses muntanyoses de l'Antitaure i es va establir a Dajikikar. El rei Balduí III de Jerusalem va fer una mediació i finalment es va arranjar una pau per la qual Toros podia conservar les fortaleses de muntanya en feu de Bizanci; els romans d'Orient restaven amos de les planes i les principals ciutats.
La guerra es va reprendre el 1162. Toros va reconquerir Vahka i Anazarbe, però per por de provocar un enfrontament general amb els romans d'Orient va signar un tractat de pau amb l'imperi el 1163.
El 7 de febrer de 1165 el governador romà d'Orient de Tars, Andrònic Euphorbenus, va convidar a un banquet al generalíssim Esteve, i el va assassinar en revenja per les expedicions contra els romans d'Orient o contra territori romà d'Orient que havia fet entre 1158 i 1163. Toros va respondre amb una matança general de romans d'Orient als seus dominis. La guerra semblava inevitable però es va evitar pels esforços diplomàtics del rei Amalric I de Jerusalem.
Vers el 1166 el seu germanastre Mleh (germà d'Esteve) va intentar matar el rei, però Toros va descobrir el complot i a Mleh se li van confiscar les propietats i se li va treure el poder; va sortir d'Armènia Menor cap a Antioquia i després cap a Alep on es va posar al servei de l'atabeg Nur al-Din.

## Abdicació i successió
El 1168 Toros va abdicar i es va retirar a un monestir deixant el poder al seu jove fill Rupen II sota regència del seu nebot Tomàs, fill de la germana gran de Toros.
Va deixar tres fills, l'esmentat Rupen II, una filla que es va casar amb Hethum III de Lampron, i una altra filla que es va casar amb l'emperador de Xipre.